# Star Trek: Raumschiff Voyager/Staffel 4
Die vierte Staffel der Fernsehserie Star Trek: Raumschiff Voyager wurde ab September 1997 in den USA erstausgestrahlt. In Deutschland wurde die Staffel von Oktober 1998 bis Mai 1999 erstmals gezeigt.

## Episoden und Erstausstrahlung
| Nr. (ges.) | Nr. (St.) | Deutscher Titel          | Originaltitel         | Erstausstrahlung USA | Deutschsprachige Erstausstrahlung (D) | Regie                                           | Drehbuch                                                                  |
| --- | --------- | ------------------------ | --------------------- | -------------------- | ------------------------------------- | ----------------------------------------------- | ------------------------------------------------------------------------- |
| 69 | 1         | Skorpion – Teil 2        | Scorpion, Part II     | 3. Sep. 1997         | 16. Okt. 1998                         | Winrich Kolbe                                   | Brannon Braga, Joe Menosky                                                |
| Der Doktor heilt Kim mit den modifizierten Borg-Nanosonden. Janeway und Tuvok arbeiten auf dem Borg-Würfel gemeinsam mit den Borg an der Waffe gegen Spezies 8472. Die Borg bestimmen eine Repräsentantin namens Seven of Nine, einen ehemaligen Menschen. Als Spezies 8472 wieder angreift, opfert sich der Borg-Würfel, um die Voyager mit den modifizierten Nanosonden an Bord zu retten. Janeway, Tuvok und einige Borg, darunter Seven of Nine, werden vorher auf die Voyager gebeamt, nach Frachtraum 2, den die Borg assimilieren. Janeway ist verletzt und dienstuntauglich; sie befiehlt Chakotay, die Allianz fortzusetzen. Seven fordert, dass die Voyager zum nächsten Borg-Schiff fliegt, um die Waffe dort weiterzuentwickeln, aber Chakotay will keinen Umweg machen und beendet die Allianz. Nach einem erneuten Angriff durch Spezies 8472 erzeugen die Borg eine Quantensingularität in einen fluiden Raum, wo Spezies 8472 lebt. Chakotay setzt Frachtraum 2 einem Unterdruck aus, der die Borg bis auf Seven of Nine ins All saugt, aber die Voyager wird in den fluiden Raum gezogen. Janeway übernimmt wieder das Kommando und setzt die Allianz mit den Borg fort. Spezies 8472 wird mit der entwickelten Waffe besiegt; die Voyager kehrt in den normalen Raum zurück. Laut Seven of Nine fliegen alle verbliebenen Bio-Schiffe zurück in den fluiden Raum. Sie versucht die Voyager zu assimilieren. Chakotay setzt sie mit Hilfe von Torres und dem Doktor mit einem Neuro-Transmitter außer Gefecht und trennt ihre Verbindung mit dem Kollektiv. Janeway entscheidet, Seven of Nine nach der Durchquerung des Borg-Raums an Bord zu behalten und, falls möglich, in die Besatzung zu integrieren. |           |                          |                       |                      |                                       |                                                 |                                                                           |
| 70 | 2         | Die Gabe                 | The Gift              | 10. Sep. 1997        | 30. Okt. 1998                         | Anson Williams                                  | Joe Menosky                                                               |
| Seven of Nines organische Anteile haben begonnen, die Borg-Implantate abzustoßen. Schließlich muss der Doktor gegen ihren Willen den größten Teil ihrer Implantate entfernen. Kes hilft dabei mittels ihrer telekinetischen Kräfte, die immer stärker werden. Tuvok versucht ihr beizubringen, diese Kräfte zu beherrschen. Seven ist desorientiert, weil sie nicht mehr mit dem Borg-Kollektiv verbunden ist, und will zu den Borg zurückgebracht werden, aber Captain Janeway findet das zu gefährlich für den Rest der Crew. Als Seven im Maschinenraum eingesetzt wird, schlägt sie Fähnrich Kim nieder und versucht die Borg zu kontaktieren. Kes stoppt sie, beschädigt aber dabei die Voyager. Später zerreißt sie die Voyager beinahe. Daher verlässt sie das Schiff auf Dauer. Als Abschiedsgeschenk bewegt sie die Voyager zehn Jahre näher an den Alpha-Quadranten. Der Doktor ersetzt Sevens Augenstück durch ein künstliches Auge. Sie wird ein Mitglied der Besatzung. |           |                          |                       |                      |                                       |                                                 |                                                                           |
| 71 | 3         | Tag der Ehre             | Day of Honor          | 17. Sep. 1997        | 6. Nov. 1998                          | Jesús Salvador Treviño                          | Jeri Taylor                                                               |
| Es ist der Tag der Ehre, ein klingonischer Feiertag, an dem man sein Verhalten im vergangenen Jahr analysiert und prüft, ob man den klingonischen Normen entspricht. B’Elanna Torres hat mit Tom Paris ein Holoprogramm dafür entwickelt, ist aber aufgrund einer Pechsträhne gereizt und bricht das Programm daher ab. Die Voyager wird von den Caatati kontaktiert, einem Volk, dessen größter Teil von den Borg assimiliert wurde. Die Verbliebenen sind verarmt. Captain Janeway gibt ihnen Versorgungsgüter, darunter Thorium-Isotope. Als sie die Ex-Borg Seven of Nine sehen, wollen sie sich an ihr rächen. Tuvok verhindert das. Die Maschinenraum-Crew führt mit Sevens und Toms Hilfe einen Transwarp-Versuch durch. Er schlägt fehl, und B'Elanna muss den Warpkern abwerfen lassen. Mit Tom bricht sie in einem Shuttle auf, um den Kern zurückzuholen. Der wird allerdings gerade an Bord eines der Caatati-Schiffe gebracht. Als B'Elanna das zu verhindern versucht, zerstören die Caatati das Shuttle. Tom und B'Elanna beamen rechtzeitig hinaus, aber ihre Raumanzüge verlieren Sauerstoff. Die Caatati versuchen die Voyager-Besatzung mit dem Warpkern zu erpressen, ihnen mehr Güter und Seven zu geben. Die ist einverstanden, aber Janeway lehnt ab. Seven erklärt sich daraufhin bereit, eine Energiematrix herzustellen, die Thorium-Isotope repliziert, und gibt sie den Caatati. Die sind zufrieden. Als der Sauerstoff zur Neige geht, sagt Tom zu B'Elanna, sie hätte ihn immer fasziniert und er sei froh, dass sie das Letzte sei, das er sehen werde. Sie meint, sie sei feige gewesen, indem sie keine engen Beziehungen eingegangen sei, und wolle nicht ohne Ehre sterben, und macht ihm eine Liebeserklärung. Bevor er antwortet, werden sie gerettet. |           |                          |                       |                      |                                       |                                                 |                                                                           |
| 72 | 4         | Nemesis                  | Nemesis               | 24. Sep. 1997        | 20. Nov. 1998                         | Alexander Singer                                | Kenneth Biller                                                            |
| Bei einer Erkundungsmission auf einem fremden Planeten wird Chakotays Shuttle abgeschossen, und er wird von Vori-Soldaten gefangen genommen. Diese befinden sich in einem lange andauernden Krieg mit den Kradin, die sie ihre Nemesis nennen. Der Kommandant lässt Chakotay frei. Da es gefährlich wäre, allein zum Shuttle zurückzugehen, wird Chakotay von einem Soldaten begleitet. Sie finden das Shuttle zerstört vor, und der Soldat wird von Kradin getötet. Chakotay muss seine Uniform und seine Waffe übernehmen. Die Vori-Soldaten betonen die Grausamkeit der Kradin und die Notwendigkeit, den Planeten gegen diese zu verteidigen. Bei einem Gefecht mit den Kradin wird Chakotay von der Einheit getrennt. Er erreicht ein Vori-Dorf, in dem er die Nacht verbringt. Das Dorf wird von Kradin überfallen, die gegen Chakotays Widerstand die Alten umbringen und die anderen Dorfbewohner verschleppen. Chakotay wird vom einzigen überlebenden Mitglied „seiner“ Einheit gerettet. Als Tuvok mit einigen Kradin-Soldaten erscheint, erkennt Chakotay ihn zuerst nicht; Tuvok sieht für ihn wie ein Kradin aus. Tuvok erklärt ihm, dass alles, was Chakotay auf dem Planeten erlebt zu haben meint, eine Illusion war. Die Vori rekrutieren regelmäßig Fremde auf diese Weise. Die Kradin bezeichnen die Vori als ihre Nemesis und werfen ihnen dieselben Grausamkeiten vor wie die Vori ihnen. Chakotay weiß, dass es lange dauern wird, den ihm eingeimpften Hass auf die Kradin zu überwinden. |           |                          |                       |                      |                                       |                                                 |                                                                           |
| 73 | 5         | Der Isomorph             | Revulsion             | 1. Okt. 1997         | 27. Nov. 1998                         | Kenneth Biller                                  | Lisa Klink                                                                |
| Tuvok wird zum Lieutenant Commander befördert. Tom Paris und B’Elanna Torres sprechen sich über ihre Liebeserklärung aus und beginnen eine Beziehung. Harry Kim und Seven of Nine verbessern gemeinsam die Astrometrie. Er ist ihr gegenüber zuerst misstrauisch, fühlt sich dann aber immer stärker zu ihr hingezogen. Schließlich versucht er sich mit ihr zu verabreden, aber als sie ihm Sex anbietet, ohne auf den romantischen Aspekt seines Vorschlags einzugehen, weist er sie verstört zurück. Währenddessen versuchen der Doktor und B'Elanna einem außerirdischen Hologramm („Isomorph“) zu helfen, das einen Notruf gesendet hat, aber nach einiger Zeit auf seinem Schiff stellt sich heraus, dass er die organischen Besatzungsmitglieder ermordet hat, weil er Lebewesen abstoßend findet. Mit Mühe machen sie den Psychopathen unschädlich. |           |                          |                       |                      |                                       |                                                 |                                                                           |
| 74 | 6         | Der schwarze Vogel       | The Raven             | 8. Okt. 1997         | 11. Dez. 1998                         | LeVar Burton                                    | Bryan Fuller, Harry Kloor; Idee: Bryan Fuller                             |
| Die Voyager-Besatzung möchte den Raum der B'omar durchqueren. Diese stellen u. a. die Bedingung, dass die Voyager einen bestimmten Kurs einhält. Seven of Nine hat unerklärliche Flashbacks von einer Situation, in der ein schwarzer Vogel sie angreift, mehrere Borg sie assimilieren wollen und sie große Angst hat. Schließlich greift sie Neelix und weitere Crewmitglieder an, stiehlt ein Shuttle und fliegt in den B'omar-Raum. Die B'omar wollen sie aufspüren und töten und verbieten der Voyager den Flug in ihren Raum. Tuvok und Paris folgen Seven heimlich in einem zweiten Shuttle, und Tuvok beamt zu ihr. Seven überwältigt ihn und schießt Paris’ Shuttle manövrierunfähig. Sie folgt einem Borg-Zielflug-Signal zu einem beschädigten, verlassenen Raumschiff auf der Oberfläche eines Mondes. Es stellt sich heraus, dass es die Raven ist, das Schiff von Sevens Eltern. Hier wurde die Familie von den Borg assimiliert. Die B'omar beschießen die Raven. Da Captain Janeway aus Sevens Flashbacks die richtigen Schlüsse gezogen hat, fliegt die Voyager ebenfalls zum Mond und macht die Waffen der B'omar-Schiffe unschädlich. Paris beamt Seven und Tuvok an Bord und kehrt mit ihnen zur Voyager zurück, die den B'omar-Raum schnell verlässt. |           |                          |                       |                      |                                       |                                                 |                                                                           |
| 75 | 7         | Verwerfliche Experimente | Scientific Method     | 29. Okt. 1997        | 18. Dez. 1998                         | David Livingston                                | Lisa Klink; Idee: Sherry Klein, Harry Kloor                               |
| Ungewöhnliche Beschwerden der Voyager-Besatzungsmitglieder häufen sich, so altert Commander Chakotay rapide, und bei Neelix setzen sich die myleanischen Gene seines Urgroßvaters durch. Captain Janeway wird von starken Kopfschmerzen geplagt und reagiert immer gereizter. Seven of Nine entdeckt mit Hilfe des Doktors die Ursache: Unsichtbare Aliens führen heimlich medizinische Experimente mit der Crew durch. Es gelingt ihr, die Versuchsleiterin zu enttarnen. Die wird daraufhin eingesperrt und besteht gegenüber Captain Janeway darauf, die Experimente fortzuführen. Andernfalls will sie die gesamte Crew töten. Nachdem ein Besatzungsmitglied an den Folgen der Experimente gestorben ist, steuert Captain Janeway die Voyager zwischen binären Pulsaren hindurch, die das Schiff zerquetschen könnten. Die Aliens fliehen, wobei eins ihrer Schiffe offenbar zerstört wird. Die Voyager ist nur leicht beschädigt. |           |                          |                       |                      |                                       |                                                 |                                                                           |
| 76 | 8         | Ein Jahr Hölle – Teil 1  | Year of Hell          | 5. Nov. 1997         | 8. Jan. 1999                          | Allan Kroeker                                   | Brannon Braga, Joe Menosky                                                |
| Die Voyager fliegt in ein Gebiet des Weltraums, das von den Krenim beansprucht wird. Deren früheres großes Imperium ist untergegangen. Um es wiederherzustellen, verändert ein Zeitschiff unter dem Kommando von Annorax seit 200 Jahren die Vergangenheit. Dabei eliminiert die Besatzung ganze Zivilisationen aus der Geschichte, während sie selbst auf dem Schiff vor der Zeit geschützt ist. Annorax will auch die Krenim-Kolonie auf Kyana Prime wiederherstellen; ohne diese ist er auch mit einer 98-prozentigen Wiederherstellung des Krenim-Imperiums nicht zufrieden und befiehlt gegen den Widerspruch von Teilen seiner Besatzung weitere temporale Eingriffe. In den folgenden Monaten wird die Voyager immer wieder von Krenim-Schiffen angegriffen. Schließlich ist sie schwer beschädigt, und mehrere Crewmitglieder sind tot. Die Torpedos der Krenim durchdringen die Schilde der Voyager, da sie auf Chronotonen basieren und sich in einem Zustand des temporalen Flusses befinden. Nach einem Angriff steckt ein nicht detonierter Torpedo in der Voyager. Seven misst seine temporale Varianz, obwohl Tuvok ihr befiehlt zu fliehen. Der Torpedo detoniert und nimmt Tuvok das Augenlicht. Seven kann Voyagers Schilde an die temporale Varianz der Torpedos anpassen und so einen erneuten Angriff abwehren. Das Krenim-Zeitschiff ändert die Vergangenheit wieder, aber Voyager ist durch die temporalen Schilde geschützt. Durch ihre Anwesenheit hat der temporale Eingriff unerwartete Auswirkungen: Die Krenim-Zivilisation wird auf einen Prä-Warp-Stand zurückgeworfen. Annorax lässt Chakotay und Paris auf das Zeitschiff transportieren, und Janeway versteht, dass das Krenim-Schiff die Zeitlinie ändert. Es versucht Voyager aus der Geschichte zu eliminieren, aber die kann fliehen. Janeway beordert die Crew in die Rettungskapseln; nur die Führungsoffiziere bleiben an Bord. |           |                          |                       |                      |                                       |                                                 |                                                                           |
| 77 | 9         | Ein Jahr Hölle – Teil 2  | Year of Hell, Part II | 12. Nov. 1997        | 8. Jan. 1999                          | Mike Vejar                                      | Brannon Braga, Joe Menosky                                                |
| Nachdem Annorax Chakotay und Paris zwei Monate auf dem Zeitschiff gefangen gehalten hat, will er mit ihnen zusammenarbeiten, weil er die Voyager nicht finden kann. Er behauptet, die Vergangenheit so ändern zu können, dass sein Schiff und Voyager sich nie begegnet sind und Voyager dem Alpha-Quadranten näher ist. Dies zu erreichen, ohne weitere Zivilisationen zu eliminieren, erfordert komplizierte Berechnungen, für die er Chakotay und Paris um Hilfe bittet. Chakotay erklärt sich dazu bereit. Annorax erzählt ihm, dass er in die Geschichte eingreift, um einen Fehler bei einem früheren Eingriff zu korrigieren. Paris schlägt Chakotay vor, den temporalen Kern des Schiffes zu deaktivieren, wodurch es in der normalen Raumzeit angreifbar würde. Chakotay vertraut Annorax und befiehlt Paris, vorerst nichts zu unternehmen, aber nachdem Annorax eine weitere Zivilisation eliminieren ließ, ändert er seine Entscheidung. Chakotay entdeckt auch Annorax' Grund, die Kolonie auf Kyana Prime wiederherstellen zu wollen: Seine Frau lebte dort. Obrist, ein Besatzungsmitglied des Zeitschiffs, schließt sich Chakotay und Paris an und arbeitet gegen Annorax. Paris übermittelt Voyager die Koordinaten des Zeitschiffs. Die ist kaum noch funktionstüchtig, und ihre verbliebene Besatzung ist erschöpft, aber sie greift mit anderen Raumschiffen zusammen an. Während des Kampfes deaktiviert Obrist den temporalen Kern. Chakotay und Paris werden von Bord gebeamt, und Janeway kollidiert absichtlich mit dem Zeitschiff und zerstört es. Dadurch wird die Vergangenheit verändert: Ein Jahr zuvor umfliegt Voyager den Krenim-Raum. Annorax hat nie das Zeitschiff konstruiert und lebt mit seiner Frau zusammen. |           |                          |                       |                      |                                       |                                                 |                                                                           |
| 78 | 10        | Gewalttätige Gedanken    | Random Thoughts       | 19. Nov. 1997        | 22. Jan. 1999                         | Alexander Singer                                | Kenneth Biller                                                            |
| Die Voyager-Besatzung hat Kontakt mit den Mari, einem telepathischen Volk. Bei ihnen ist nicht nur Gewalt, sondern selbst jeder Gedanke daran strafbar; so haben sie Verbrechen nahezu eliminiert. Als auf dem Marktplatz eine Schlägerei ausbricht, muss B’Elanna Torres sich verantworten, weil sie vorher mit dem Schläger zusammengestoßen ist und dabei kurzzeitig gewalttätige Gedanken hatte, die ihn beeinflusst haben. Chefermittlerin Nimira will Torres dafür mit der Löschung der gewalttätigen Gedächtnisinhalte bestrafen. Dann wird ein Mord verübt, der ebenfalls durch Torres’ Gedächtnisinhalt motiviert ist. Nimira kann sich nicht erklären, wie dieser Gedanke noch zirkulieren kann, denn Torres und der Schläger sind in Haft. Sie bittet Tuvok um Hilfe. Der entdeckt bei seinen Ermittlungen eine Subkultur, deren Mitglieder gewalttätige Gedanken horten und damit handeln ‒ je brutaler, desto besser. Er kann beweisen, dass Torres unschuldig ist. |           |                          |                       |                      |                                       |                                                 |                                                                           |
| 79 | 11        | Apropos Fliegen          | Concerning Flight     | 26. Nov. 1997        | 29. Jan. 1999                         | Jesús Salvador Treviño                          | Joe Menosky; Idee: Jimmy Diggs, Joe Menosky                               |
| In einem Holoprogramm bietet Captain Janeway Leonardo da Vinci nach einem fehlgeschlagenen Flugversuch an, ihm bei der Verbesserung seines Fluggeräts zu helfen. Als Außerirdische durch Beschuss die Schilde der Voyager schwächen und mit einem speziellen Transporterstrahl Hardware stehlen, darunter den Hauptcomputer, transferieren sie auch das Leonardo-Hologramm mit dem mobilen Emitter des Doktors auf ihren Planeten. Janeway und Tuvok beamen in eine Stadt und treffen Leonardo, der glaubt, in Amerika zu sein, und für den „Fürsten“ der Stadt arbeitet, der die Hardware gestohlen hat. Sie finden einen Teil des Diebesgutes, aber nicht den Hauptcomputer. Tuvok kehrt zur Voyager zurück, und Janeway dringt mit Leonardo in ein Gebäude außerhalb der Stadt ein, das den Computer enthält. Es ist von einem Dispersionsfeld umgeben, durch das nichts herausgebeamt werden kann. Janeway überlädt den Computer, so dass er ein starkes Signal sendet. So gelingt das Beamen auf die Voyager. Als Janeway und Leonardo entdeckt werden, fliehen sie mit dem verbesserten Fluggerät. Der Flug ist erfolgreich, und sie werden an Bord der Voyager gebeamt. |           |                          |                       |                      |                                       |                                                 |                                                                           |
| 80 | 12        | Leben nach dem Tod       | Mortal Coil           | 17. Dez. 1997        | 5. Feb. 1999                          | Allan Kroeker                                   | Bryan Fuller                                                              |
| Neelix fliegt mit Chakotay und Paris in einen Nebel, um Protomaterie zu gewinnen. Beim Versuch, sie an Bord zu beamen, entzündet sie sich, und Neelix wird von einer Entladung getroffen. Paris diagnostiziert seinen Tod, auch der Doktor kann nichts mehr für ihn tun, aber Seven holt ihn mehr als 18 Stunden nach seinem Tod mittels Borg-Nanosonden ins Leben zurück. Bei einer Holodeck-Simulation des Unfalls sieht Neelix, dass er tatsächlich tot war, und ist verstört, weil er die talaxianische Version des Lebens nach dem Tod, die Wiederbegegnung mit seinen verstorbenen Verwandten, nicht erfahren hat. Auch die Nanosonden in seinem Körper beunruhigen ihn. Er blickt mit Chakotays Hilfe in sich hinein und hat eine Vision von seiner Schwester, die ihm erzählt, dass es das Leben nach dem Tod nicht gibt, und ihm seine Angst bewusst macht. Die Vision endet damit, dass seine Freunde und Bekannten an Bord ihm nahelegen, sein Leben zu beenden, da es sinnlos sei. Er versucht, sich in den Nebel zu beamen, wo er seiner Meinung nach hätte sterben sollen. Chakotay hält ihn auf und versucht ihm zu erklären, dass die Vision auf mehrere Arten gedeutet werden kann und die Crew jetzt seine Familie ist, aber Neelix gibt sein Vorhaben erst auf, als Fähnrich Wildman ihn bittet, ihre Tochter Naomi, die sein Patenkind ist, ins Bett zu bringen. |           |                          |                       |                      |                                       |                                                 |                                                                           |
| 81 | 13        | Wache Momente            | Waking Moments        | 14. Jan. 1998        | 19. Feb. 1999                         | Alexander Singer                                | André Bormanis                                                            |
| Viele Besatzungsmitglieder haben Albträume, in denen derselbe Außerirdische auftaucht. Manche wachen nicht wieder auf. Chakotay will den Außerirdischen mittels luzider Träume kontaktieren. Um sich bewusst zu sein, dass er träumt, hypnotisiert er sich selbst, im Traum den Mond der Erde zu sehen. Sobald das geschieht, kann er sich selbst aufwecken. Er schläft ein und trifft den Außerirdischen, der ihm erklärt, dass die Angehörigen seiner Spezies praktisch immer schlafen und Fremde auslöschen, indem sie diese ebenfalls in Schlaf versetzen und so in ihre kollektive Traumrealität ziehen. Die schlafenden Besatzungsmitglieder würden aufwachen, sobald die Voyager die Region verließe. Chakotay weckt sich selbst auf und lässt den Kurs setzen, den der Außerirdische angegeben hat. An der Grenze der Region angekommen, wird die Voyager von den Außerirdischen geentert. Während der Auseinandersetzung sieht Chakotay den Mond der Erde und weiß, dass er noch träumt. Er weckt sich wieder selbst auf. Der Doktor informiert ihn, dass der Rest der Crew schläft. Ihre Gehirnwellenmuster zeigen, dass sie alle dasselbe träumen. Chakotay lokalisiert den Planeten, auf dem die Außerirdischen schlafen. Er beamt dorthin und findet einen Transmitter, der den träumenden Fremden hilft, die Voyager-Crew zu beherrschen. Auf seinen Befehl richtet der Doktor einen Photonen-Torpedo auf den Transmitter. Chakotay weckt einen Außerirdischen mit einem Stimulans auf und versucht ihn zu zwingen, den Transmitter zu deaktivieren. Dabei schläft er wieder ein und landet im Traum, den Janeway, Tuvok und die anderen inzwischen als solchen erkannt haben und teilweise steuern. Chakotay erklärt dem Anführer der Außerirdischen die Situation, und der gibt die Voyager frei. |           |                          |                       |                      |                                       |                                                 |                                                                           |
| 82 | 14        | Flaschenpost             | Message in a Bottle   | 21. Jan. 1998        | 12. Feb. 1999                         | Nancy Malone                                    | Lisa Klink; Idee: Rick Williams                                           |
| Seven entdeckt ein Kommunikationsnetz einer unbekannten Spezies, mit dem sie ein Sternenflottenschiff am Rande des Alpha-Quadranten kontaktieren kann. Da akustische Botschaften nicht durchkommen, wird der Doktor als Flaschenpost geschickt. Wie er feststellt, heißt das Schiff Prometheus und ist von Romulanern gekapert worden. Die Besatzung wurde getötet. Der Doktor aktiviert das medizinische Notfall-Hologramm, ein MHN Typ II. Dieses ist zuerst recht arrogant, aber unter Anleitung des Doktors speist es ein gasförmiges Betäubungsmittel in das Ventilationssystem ein, das die Romulaner außer Gefecht setzt. Die beiden MHN übernehmen die Brücke und halten mit einigen Schwierigkeiten das Schiff an. Voyager wird von einem Hirogen kontaktiert; dieser Spezies gehört das Kommunikationsnetz. Sie sind nicht damit einverstanden, dass die Voyager es benutzt. Seven hindert mit einem Feedback-Impuls den Hirogen daran, die Kommunikation zwischen Voyager und Prometheus zu unterbrechen. Inzwischen nähern sich romulanische Schiffe der Prometheus und eröffnen das Feuer. Sternenflottenschiffe tauchen auf und beschießen ebenfalls die Prometheus. Mit Hilfe eines automatisierten Angriffsmodus zerstören die MHN ein romulanisches Schiff und vertreiben die anderen. Der Doktor kontaktiert das Hauptquartier der Sternenflotte und kehrt mit dem Versprechen zurück, dass die Sternenflotte alles tun wird, um die Voyager nach Hause zu bringen. |           |                          |                       |                      |                                       |                                                 |                                                                           |
| 83 | 15        | Jäger                    | Hunters               | 11. Feb. 1998        | 26. Feb. 1999                         | David Livingston                                | Jeri Taylor                                                               |
| Die Voyager empfängt eine fragmentarische Übertragung vom Sternenflotten-Kommando. Da der Rest in einer Relaisstation des Hirogen-Kommunikationsnetzes gespeichert ist, fliegt die Voyager dorthin. Zur Nachricht gehören Briefe an die Crew, darunter einer an Janeway von ihrem ehemaligen Verlobten. Er schreibt, dass er sie für tot hielt und eine andere geheiratet hat. Außerdem enthält die Botschaft einen großen verschlüsselten Anteil. Durch die lange Lagerung in der Relaisstation verschlechtert sie sich allerdings. Seven und Tuvok nähern sich der Station in einem Shuttle, um das Eindämmungsfeld um deren Energiequelle, eine Quantensingularität (ein Schwarzes Loch), zu stabilisieren, weil sie sich davon einen besseren Empfang versprechen. Sie werden von Hirogen, die die Nachricht an die Voyager ebenfalls empfangen haben, auf deren Schiff gefangen gesetzt. Die Hirogen sind Jäger, die auch intelligente Wesen als Beute ansehen. Weitere drei ihrer Schiffe nähern sich. Durch Antithoronen-Beschuss steigert Janeway den Gravitationssog der Station, die daraufhin die Hirogen-Schiffe anzieht. Als diese die Voyager beschießen, wird die Singularität freigesetzt und verschluckt die Station und die meisten Hirogen-Schiffe. Bevor auch das Schiff mit Seven und Tuvok verschwindet, werden die beiden auf die Voyager gebeamt. Die von der Singularität freigesetzte Energie macht das Kommunikationsnetz unbrauchbar, so dass der Rest der Nachricht nicht übertragen werden kann. |           |                          |                       |                      |                                       |                                                 |                                                                           |
| 84 | 16        | Die Beute                | Prey                  | 18. Feb. 1998        | 5. März 1999                          | Allan Eastman                                   | Brannon Braga                                                             |
| Zwei Hirogen jagen ein Mitglied der Spezies 8472. Nachdem sie es an Bord ihres Raumschiffs gebracht haben, tötet es einen der Jäger und flieht. Der schwer verletzte andere sendet einen Notruf, der von der Voyager aufgefangen wird. Der Doktor behandelt ihn in der Krankenstation. Andere Hirogen-Schiffe nähern sich. Gleichzeitig dringt das Mitglied der Spezies 8472 in die Voyager ein, verletzt Besatzungsmitglieder und beeinträchtigt die Systeme. Janeway willigt ein, den Hirogen das Wesen aufspüren zu lassen. Seven modifiziert Gewehre, so dass sie Borg-Nanosonden abfeuern können, die Spezies 8472 lähmen sollten. Als das Wesen gefunden ist, versucht der Hirogen es zu töten und setzt dabei Chakotay und Paris außer Gefecht. Tuvok betäubt ihn. Das Wesen flieht und nimmt telepathischen Kontakt mit Tuvok auf. Es ist schwer verwundet. Beim Rückzug der anderen Mitglieder seiner Spezies vor Monaten ist es vergessen worden. Janeway befiehlt Seven, eine Quantensingularität zu erzeugen, damit das Wesen in den fluiden Raum zurückkehren kann, aber Seven weigert sich, da dies dauern würde, was die Voyager-Crew gefährden würde. Als die Hirogen-Schiffe in Reichweite sind, verlangt der Anführer die Herausgabe des Wesens, die Janeway verweigert. Die Schiffe greifen an und beschädigen die Voyager schwer. Inzwischen bricht der Hirogen aus der Krankenstation aus, um das Wesen zu töten. Seven versperrt ihm zunächst den Weg, aber als das Wesen ihn angreift, beamt sie beide auf ein Hirogen-Schiff. Die Schiffe drehen ab. Als Konsequenz aus Sevens Befehlsverweigerung entzieht Janeway ihr den Zugang zu den Primärsystemen der Voyager. |           |                          |                       |                      |                                       |                                                 |                                                                           |
| 85 | 17        | Im Rückblick             | Retrospect            | 25. Feb. 1998        | 12. März 1999                         | Jesús Salvador Treviño                          | Bryan Fuller, Lisa Klink; Idee: Andrew Shepard Price, Mark Gaberman       |
| Die Voyager wird eine gefährliche Raumregion durchqueren und rüstet sich deshalb bei einem Waffenhändler namens Kovin aus, der von einem nahe gelegenen Planeten stammt. Seven arbeitet mit ihm zusammen, und sie geraten in eine körperliche Auseinandersetzung. Als der Doktor Seven untersucht, wirkt sie ängstlich, kann aber keinen Grund angeben. Der Doktor schließt auf unterdrückte Erinnerungen und wendet eine Abwandlung der hypnotischen Regression an, um diese zu rekonstruieren. Seven meint sich zu erinnern, dass Kovin sie bei einem Waffentest in seinem Labor mit einer Waffe betäubt, gefesselt und gegen ihren Willen Borg-Nanosonden entnommen hat. Janeway und Tuvok akzeptieren Sevens Erinnerungen nicht ohne weitere Beweise. Sie befragen Kovin, der aussagt, dass er die Waffe versehentlich abgefeuert und Seven keine Nanosonden entnommen hat. Tuvok und der Doktor untersuchen mit dem Magistrat des Planeten Kovins Labor und finden regenerierte Nanosonden, die Sevens Version erhärten. Kovin gibt an, diese stammten vom versehentlichen Beschuss. Als der Magistrat Kovins Inhaftierung in Aussicht stellt, flieht der. Die Voyager verfolgt sein Raumschiff. Janeway und Tuvok entdecken, dass Sevens Nanosonden auch durch eine Simulation von Waffenfeuer regeneriert werden. Außerdem theoretisiert Janeway, dass Sevens Erinnerungen aus ihrer Borg-Zeit stammen könnten. Gegen Kovins Version spricht nichts mehr, aber der sprengt sich mit seinem Schiff, nachdem die Voyager es eingeholt hat. |           |                          |                       |                      |                                       |                                                 |                                                                           |
| 86/87 | 18/19     | Das Tötungsspiel         | The Killing Game      | 4. März 1998         | 4. Dez. 1998                          | David Livingston (Teil 1), Victor Lobl (Teil 2) | Brannon Braga, Joe Menosky                                                |
| Hirogen haben die Voyager gekapert. Sie zwingen die halbe Besatzung, an verschiedenen Kampfsimulationen auf dem Holodeck teilzunehmen, darunter die einer von den Deutschen besetzten französischen Stadt während des Zweiten Weltkriegs. Den Besatzungsmitgliedern wurden neurale Interfaces implantiert, durch die sie die Szenarien für real halten. Die Sicherheitsprotokolle sind abgeschaltet. Kim kümmert sich um die Ausweitung des Holodecks auf größere Teile der Voyager, während der Doktor mit einem Hirogen-Arzt die bei den Simulationen Verletzten behandelt. In der Weltkriegssimulation sind Janeway, Tuvok, Torres, Seven und Neelix Résistance-Mitglieder. Chakotay und Paris sind US-Soldaten. Als Seven, die in der Simulation angeschossen wurde, vom Doktor behandelt wird, setzt der ihr neurales Interface außer Funktion. Zurück in der Simulation hilft sie ihm und Kim, die Brücken-Kontrollrelais zu aktivieren und auch Janeways Interface abzuschalten. Durch amerikanischen Artilleriebeschuss des deutschen Hauptquartiers wird die Grenze zwischen dem Holodeck und dem Rest der Voyager durchbrochen. Holografische Soldaten strömen in die Gänge der Voyager. Janeway und Chakotay dringen zur Krankenstation vor und deaktivieren die restlichen Interfaces. Der Hirogen-Anführer erklärt Janeway, dass er die echte Jagd komplett durch Simulationen ersetzen will, weil er befürchtet, dass die Hirogen untergehen werden, wenn sie wie bisher alles der Jagd unterordnen. Er verhandelt mit ihr über die Weitergabe der Holodeck-Technologie und den Abzug der Hirogen, wird aber von einem anderen Hirogen getötet, der seine Pläne nicht gutheißt. Den tötet Janeway, während Kim die Holoemitter überlädt. Schließlich schließt Janeway einen Waffenstillstand mit den Hirogen: Diese bekommen die Holodeck-Technologie und verlassen die Voyager.                           |           |                          |                       |                      |                                       |                                                 |                                                                           |
| 88 | 20        | Vis à vis                | Vis à Vis             | 8. Apr. 1998         | 19. März 1999                         | Jesús Salvador Treviño                          | Robert J. Doherty                                                         |
| Die Voyager-Crew rettet Steth, einen Testpiloten, dessen Raumschiff außer Kontrolle ist. Tom Paris, der zurzeit lieber an Maschinen schraubt als Zeit mit B’Elanna Torres zu verbringen, hilft ihm bei der Reparatur seines Koaxial-Warp-Antriebs. Sie freunden sich an. Als die Reparatur beendet ist, stellt sich heraus, dass Steths Körper von einem Körperdieb bewohnt wird, der nun mit Tom den Körper tauscht. Während Steths Schiff mit dem bewusstlosen Tom in Steths Körper davon fliegt, nimmt der Körperdieb in Toms Körper Toms Platz auf der Voyager ein. Tom in Steths Körper begegnet Steth in einem weiblichen Körper, den der Körperdieb unmittelbar vor Steths Körper bewohnt hat. Zusammen fliegen sie zur Voyager, wo der Körperdieb inzwischen Toms Körper mit Janeway getauscht hat. In Janeways Körper stiehlt er ein Shuttle, in das ein Koaxial-Antrieb eingebaut wurde; Steth und Tom verfolgen ihn in Steths Schiff, und Tom deaktiviert den Antrieb. Nachdem Steth und alle Voyager-Besatzungsmitglieder in ihre Körper zurückversetzt wurden, bringt Steth den gefangenen Körperdieb zu seinem Heimatplaneten, und Tom lädt B'Elanna in seine Garage auf dem Holodeck ein, in der er an einem 1969er Chevrolet Camaro schraubt. |           |                          |                       |                      |                                       |                                                 |                                                                           |
| 89 | 21        | Die Omega-Direktive      | The Omega Directive   | 15. Apr. 1998        | 26. März 1999                         | Victor Lobl                                     | Lisa Klink; Idee: Jimmy Diggs, Steve J. Kay                               |
| Die Voyager wird von einer Schockwelle getroffen. Captain Janeway wird automatisch benachrichtigt, dass das Omega-Molekül in der Nähe entdeckt wurde. Es birgt eine sehr große Menge Energie, die aber bisher nicht sicher gehandhabt werden kann; deshalb ist jeder Sternenflotten-Captain verpflichtet, es bei Entdeckung komplett zu vernichten. Vor niederrangigem Personal wird seine Existenz normalerweise geheim gehalten. Seven of Nine informiert Janeway, dass die Borg seit langer Zeit versuchen, Omega zu stabilisieren, und es als Inbegriff der Perfektion betrachten. Sie ist gegen die Zerstörung, will Janeway aber dabei helfen, um Omega aus der Nähe zu sehen. Mit Hilfe der restlichen Crew baut sie eine Harmonik-Resonanzkammer, die die Borg entwickelt haben, um Omega zu stabilisieren, die aber auch benutzt werden kann, um es zu zerstören. Die registrierte Schockwelle stammt offenbar von einer Explosion, die stattfand, als Wissenschaftler auf einem nahe gelegenen Mond versuchten, Omega zu erzeugen. Ein Voyager-Außenteam beamt die Überlebenden auf die Krankenstation. Bei einem Gespräch mit dem leitenden Wissenschaftler entdeckt Seven eine Methode, die Moleküle zu stabilisieren. Zwei Schiffe der Spezies der Wissenschaftler nähern sich und verlangen die Herausgabe der Omega-Moleküle. Janeway lässt diese in die Harmonik-Kammer beamen. Seven will sie stabilisieren, gehorcht aber Janeways Befehl. Wegen des Angriffs durch die fremde Spezies ist keine Zeit, die Kammer alle Moleküle vernichten zu lassen, darum wird sie abgeworfen und mit einem Torpedo beschossen. Kurz vorher haben sich die Moleküle spontan stabilisiert; Seven konnte einige Sekunden lang die Perfektion beobachten. |           |                          |                       |                      |                                       |                                                 |                                                                           |
| 90 | 22        | Unvergessen              | Unforgettable         | 22. Apr. 1998        | 9. Apr. 1999                          | Andrew Robinson                                 | Greg Elliot, Michael Perricone                                            |
| Auf die Voyager kommt eine ramuranische Aufspürerin namens Kellin. Ihre Spezies minimiert den Kontakt mit anderen und verfügt über ein Pheromon, das bei anderen Spezies alle Erinnerungen an sie auslöscht. Technische Geräte können sie nur schwer erfassen, und sie setzen Computerviren ein, um alle Daten über sie zu löschen. Ramura auf Dauer zu verlassen, ist verboten; Zuwiderhandelnde werden von Aufspürern zurückgeholt. Kellin erzählt, dass sie vor einem Monat mehrere Wochen auf der Voyager war. Sie hat dort heimlich einen Ramuraner gejagt, der seine Spezies verlassen wollte. Nachdem sie entdeckt wurde, begannen sie und Chakotay eine Liebesbeziehung, die endete, als Kellin mit dem Ramuraner, dessen Gedächtnis sie gelöscht hatte, zu ihrer Spezies zurückkehrte. Sie ist jetzt wieder auf der Voyager, um mit Chakotay zusammenzusein, aber der erinnert sich genau so wenig an sie wie der Rest der Besatzung. Sie bleibt trotzdem, und nach und nach verliebt Chakotay sich in sie, und sie nehmen ihre Beziehung wieder auf. Dann aber wird Kellin von einem ramuranischen Aufspürer eingeholt, der ihr Gedächtnis löscht. Chakotay will, dass sie bleibt, aber sie erinnert sich nicht an ihre gemeinsame Zeit und verlässt die Voyager freiwillig. Chakotay schreibt seine Erinnerungen an sie auf Papier, damit er sie nicht wieder völlig vergisst. |           |                          |                       |                      |                                       |                                                 |                                                                           |
| 91 | 23        | Der Zeitzeuge            | Living Witness        | 29. Apr. 1998        | 16. Apr. 1999                         | Tim Russ                                        | Bryan Fuller, Brannon Braga, Joe Menosky; Idee: Brannon Braga             |
| Eine Sicherungskopie des Doktors wird nach 700 Jahren im Museum des kyrianischen Volkes aktiviert, nachdem Historiker Überreste der Voyager gefunden haben und eine stark verzerrte Version von deren Geschichte rekonstruiert haben: Voyager sei ein militärisches Raumschiff gewesen, und die Besatzung habe rücksichtslos und grausam agiert und in einem Konflikt mit einer anderen Spezies, den Vaskanern, Partei gegen die Kyrianer ergriffen. So konnten die Vaskaner das Land der Kyrianer besetzen. Erst nach Jahrhunderten wurden die Kyrianer in der vaskanischen Gesellschaft bis zu einem gewissen Grad akzeptiert, sind aber noch nicht gleichberechtigt. Der Doktor stellt richtig, dass die Kyrianer die Aggressoren waren und dass die Voyager-Besatzung nicht Partei ergriff. Schließlich überzeugt er einen Historiker, aber andere Kyrianer sind empört wegen seiner vermeintlichen Lügen. Es kommt zunächst zu gewalttätigen Protesten, bei denen auch das Museum zerstört wird. Später aber bewirkt der Doktor einen Dialog zwischen den Spezies, der zur Versöhnung führt. Er selbst macht sich schließlich auf zum Alpha-Quadranten. |           |                          |                       |                      |                                       |                                                 |                                                                           |
| 92 | 24        | Dämon                    | Demon                 | 6. Mai 1998          | 23. Apr. 1999                         | Anson Williams                                  | Kenneth Biller; Idee: André Bormanis                                      |
| Die Voyager braucht dringend Deuterium, darum landen Paris und Kim mit einem Shuttle auf einem Planetoiden der Dämon-Klasse, auf dem lebensfeindliche Bedingungen herrschen. Sie finden eine flüssige metallische Masse, die Kim verschluckt. Nachdem er von Paris herausgezogen wurde, verlieren ihre Raumanzüge Sauerstoff, und sie schaffen es nicht zurück zum Shuttle. Die Voyager landet auf dem Planetoiden, und Chakotay und Seven suchen nach Paris und Kim. Sie finden sie ohne Raumanzüge; ihre Lebenszeichen sind normal, und sie haben viel Deuterium gefunden. Als alle wieder auf dem Schiff sind, können Paris und Kim keinen Sauerstoff mehr atmen. Der Doktor diagnostiziert, dass sie von der metallischen Flüssigkeit an den Planetoiden angepasst wurden. Janeway und Torres bemerken bei der Untersuchung der Flüssigkeit, dass diese nach Kontakt mit Humanoiden diese nachbilden kann. Auf dem Planetoiden finden Chakotay, Seven und Kim einen zweiten Paris und einen zweiten Kim in Raumanzügen. Der Kim ohne Raumanzug will nicht auf die Voyager zurück und flieht, als die anderen an Bord gebeamt werden. Da die Voyager in einem Teich der metallischen Substanz zu versinken droht, versucht sie zu starten. Auch der falsche Paris möchte den Planetoiden nicht verlassen. Der falsche Kim wird auf die Voyager gebeamt und erklärt, dass das „silberne Blut“, aus dem er und der falsche Paris bestehen, vor dem Kontakt mit den Originalen kein Bewusstsein hatte. Es will nun die Voyager nicht starten lassen, sondern auch den Rest der Crew nachbilden. Als Janeway das erlaubt, kann die Voyager den Planetoiden ungehindert verlassen. |           |                          |                       |                      |                                       |                                                 |                                                                           |
| 93 | 25        | Eine                     | One                   | 13. Mai 1998         | 30. Apr. 1999                         | Kenneth Biller                                  | Jeri Taylor                                                               |
| Die Voyager durchfliegt einen großen Nebel. Da die meisten Besatzungsmitglieder die Strahlung, die vom Nebel ausgeht, nicht überleben würden, werden sie in Stasekammern gelegt. Nur der Doktor und Seven of Nine bleiben bei Bewusstsein, überwachen die Gesundheit der restlichen Crew und halten das Schiff auf Kurs. Die Einsamkeit macht Seven, die das Borg-Kollektiv gewohnt ist, zu schaffen. Der Nebel verursacht Fehlfunktionen der Schiffssysteme. Auch der Doktor ist betroffen: Sein mobiler Emitter ist beschädigt; der Doktor muss in der Krankenstation bleiben. Seven beginnt zu halluzinieren; so bildet sie sich ein, dass ein Fremder an Bord kommt und die Schiffssysteme manipuliert. Sie meint auch zu hören, wie Besatzungsmitglieder nach ihr rufen, die ihre Hilfe benötigen. Nachdem der Doktor seinen Emitter repariert hat, kommt er zu ihr und überzeugt sie, dass der Fremde nicht existiert. Weitere Schäden am Schiff verursachen einen erneuten Ausfall des mobilen Emitters. Seven, die von Halluzinationen und Selbstzweifeln geplagt wird, ist auf sich allein gestellt. Als 41 Minuten vor dem geschätzten Austritt aus dem Nebel der Antrieb ausfällt, leitet Seven Energie von einigen Staseeinheiten um. Dann fürchtet sie um das Leben der betroffenen Crewmitglieder, lässt die Lebenserhaltung für sie selbst abschalten und leitet deren Energie wieder in die Staseeinheiten. Sie verliert das Bewusstsein. Als sie in der Krankenstation wieder zu sich kommt, ist der Nebel durchquert und die Besatzung wohlauf. |           |                          |                       |                      |                                       |                                                 |                                                                           |
| 94 | 26        | In Furcht und Hoffnung   | Hope and Fear         | 20. Mai 1998         | 7. Mai 1999                           | Winrich Kolbe                                   | Brannon Braga, Joe Menosky; Idee: Rick Berman, Brannon Braga, Joe Menosky |
| Ein Außerirdischer namens Arturis reist auf der Voyager mit. Da er großes Geschick bei Spracherwerb und Mustererkennung zeigt, bittet Janeway ihn, bei der Entschlüsselung der beschädigten Nachricht vom Sternenflotten-Hauptquartier zu helfen. Er extrahiert Koordinaten, die zu einem Schiff führen. Laut der Nachricht heißt es Dauntless und hat einen experimentellen Quanten-Slipstream-Antrieb, mit dem die Reise zur Erde nur drei Monate dauern würde. Paris versucht, die Voyager mit dem gleichen Antrieb auszustatten. Janeway misstraut Arturis und beauftragt Tuvok, ihn zu überwachen und die Dauntless gründlich zu untersuchen. Seven fürchtet sich vor einer Rückkehr zur Erde und will im Delta-Quadranten zurückgelassen werden, was Janeway nicht zulässt. Janeway entschlüsselt den letzten Datenblock der Nachricht, den Arturis als zu stark beschädigt bezeichnet hatte. In ihm erklärt das Sternenflotten-Kommando, dass es der Voyager-Crew nur Daten über den Delta-Quadranten schicken und keine schnelle Heimreise ermöglichen kann. Außerdem hat Kim fremde Technologie an Bord der Dauntless gefunden. Als Janeway, Seven und andere versuchen, Arturis festzunehmen, aktiviert der den Slipstream-Antrieb und nimmt Kurs auf den Borg-Raum. Er wollte die Voyager-Besatzung den Borg ausliefern, weil sie diesen geholfen hat, Spezies 8472 zu besiegen. Danach wurde sein Volk zum größten Teil assimiliert. Nun hat er nur Janeway und Seven in einem Kraftfeld gefangen; die anderen wurden auf die Voyager gebeamt. Janeway justiert Sevens Schädel-Implantat, so dass diese das Kraftfeld durchbrechen und von außen abschalten kann. Sie werden auf die Voyager gebeamt, die der Dauntless in den Slipstream gefolgt ist und deren Schilde außer Funktion gesetzt hat, und nur Arturis selbst wird assimiliert.                                                                 |           |                          |                       |                      |                                       |                                                 |                                                                           |